# Chinoperla porntip
Chinoperla porntip és una espècie d'insecte plecòpter pertanyent a la família dels pèrlids.
El seu nom científic honora la figura del Dr. Porntip Chantaramongkol per les seues investigacions en l'estudi dels insectes aquàtics tailandesos.

## Descripció
- Els adults presenten el cap de color marró fosc (gairebé negre), les antenes pàl·lides a la zona inferior i més fosques a la superior, pronot marró fosc amb rugositats, ales i nervadura marró fosc, i potes i cercs uniformement marró.
- Les ales anteriors del mascle fan 9 mm de llargària i les de les femelles 12.[3]

## Reproducció
Els ous tenen forma de llàgrima.

## Distribució geogràfica
Es troba a Àsia: Tailàndia.